# 물리 우주론

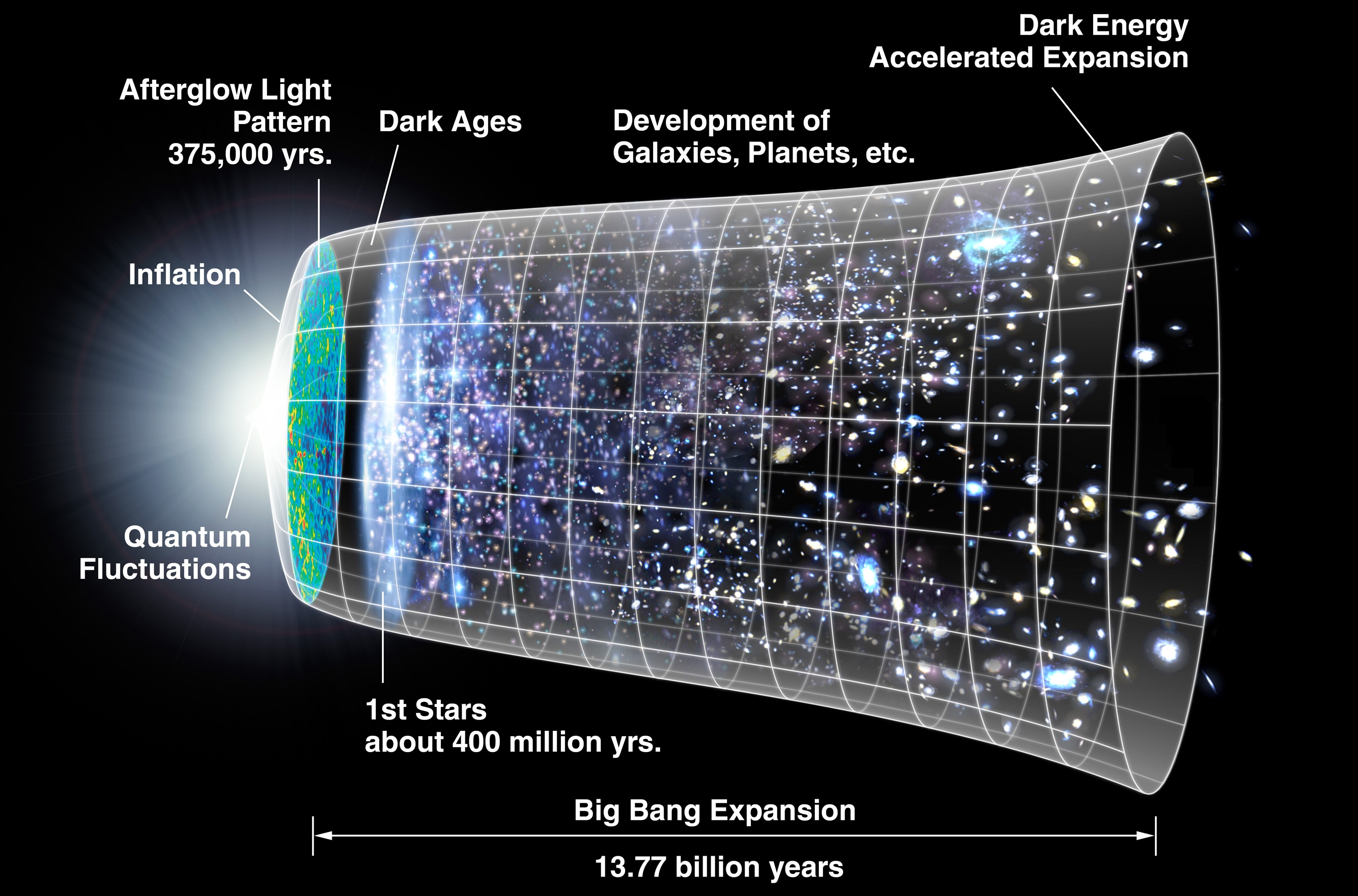
물리적 우주론에서 가장 널리 받아들여지는 대폭발(빅뱅) 우주론 모형의 예술가 개념(시간 및 크기의 축척 없음)

물리 우주론(物理宇宙論, physical cosmology)은 우주론 모형의 연구와 관련된 우주론의 한 분야이다. 우주론적 모형 또는 간단히 우주론은 우주의 가장 큰 규모의 구조와 역학에 대한 설명을 제공하고 우주의 기원, 구조, 진화 및 궁극적인 운명에 대한 근본적인 질문에 대한 연구를 가능하게 한다. 과학으로서의 우주론은 천체가 지구와 동일한 물리 법칙을 따른다는 코페르니쿠스 원리와 이러한 물리 법칙을 최초로 이해할 수 있게 한 뉴턴 역학에서 출발했다.
현재 이해되고 있는 물리 우주론은 1915년 알베르트 아인슈타인의 일반 상대성이론의 발전과 함께 시작되었으며 1920년대에 주요 관측 발견이 이루어졌으니: 첫째, 에드윈 허블은 우주가 우리은하 너머에 있는 엄청난 수의 외부 은하들을 포함하고 있음을 발견했고; 다음 베스토 슬라이퍼와 다른 사람들의 연구는 우주가 팽창하고 있음을 보여주었다. 이러한 발전은 우주의 기원에 대한 추측을 가능하게 했고 조르주 르메트르가 우주론을 주도하는 모형으로 대폭발(빅뱅) 이론을 확립할 수 있게 해주었다. 소수의 연구자들은 여전히 소수의 대안적 우주론들을 지지하지만; 대부분의 우주론자들은 대폭발 이론이 관측을 가장 잘 설명한다는 데 동의한다.
1990년대 이후 우주 마이크로파 배경, 원거리 초신성들 및 은하 적색편이 탐사(redshift survey)를 포함한 관측 우주론의 극적인 발전은 우주론의 표준 모형 개발로 이어졌다. 이 모형은 우주에 현재 그 성질이 잘 알려져 있지 않은 많은 양의 암흑 물질과 암흑 에너지를 포함할 것을 요구하지만, 이 모형은 많은 다양한 관측과 매우 잘 일치하는 상세한 예측을 제공한다.
우주론은 이론 물리학과 응용 물리학에서 서로 다른 많은 연구 분야의 작업에 크게 의존한다. 우주론과 관련된 영역에는 입자 물리학 실험 및 이론, 이론적 및 관측적 천체 물리학, 일반 상대성이론, 양자 역학 및 플라스마 물리학이 포함된다.

## 주제 역사
현대 우주론은 이론과 관찰의 나란한 트랙을 따라서 발전했다. 1916년 알베르트 아인슈타인은 중력에 대한 통일된 설명을 공간과 시간의 기하학적 속성으로서 제공하는 일반 상대성이론을 발표했다. 그 당시 아인슈타인은 정적 우주를 믿었지만 이론의 원래 공식이 그것을 허용하지 않는다는 것을 발견했다. 이는 우주 전체에 분포된 질량이 시간이 지남에 따라 중력에 의해 끌어 당겨지기 때문이다. 그러나 그는 그의 방정식이 우주 규모에서 중력의 인력을 상쇄할 수 있는 상수 항의 도입을 허용한다는 것을 깨달았다. 아인슈타인은 1917년 상대론적 우주론에 관한 첫 번째 논문을 발표했는데, 여기서 그는 이 '우주 상수'를 자신의 장 방정식에 추가하여 정적 우주를 모델링하도록 했다. 아인슈타인 모형은 정적인 우주를 기술하여; 공간은 유한하고 경계가 없다(유한한 면적을 갖지만 모서리가 없는 구의 표면과 유사한). 그러나 이 소위 아인슈타인 모형은 작은 섭동에 불안정하여 -결국 팽창 또는 수축하기 시작할 것이다. 나중에 아인슈타인의 모형은 일반 상대성이론과 우주론적 원리와 일치하는 더 큰 가능성 세트 중 하나에 불과하다는 사실이 밝혀졌다. 일반 상대성이론의 우주론적 해는 1920년대 초 알렉산더 프리드만에 의해 발견되었다. 그의 방정식은 팽창하거나 수축할 수 있고, 그 기하학이 열렸거나, 평평하거나 또는 닫혀있을 수 있는 프리드만-르메트르-로버트슨-워커 우주를 설명한다.

우주의 역사 – 중력파는 대폭발(빅뱅) 직후 빛보다 빠른 팽창인 우주 급팽창에서 발생하는 것으로 가정된다.

1910년대에 베스토 슬라이퍼(그리고 나중에 칼 빌헬름 비츠Carl Wilhelm Wirtz)는 나선 성운의 적색편이를 지구에서 멀어지고 있음을 나타내는 도플러 효과로 해석했다. 그러나 천체까지의 거리를 측정하는 것은 어렵다. 한 가지 방법은 물체의 물리적 크기를 각도 크기와 비교하는 것이지만 이를 수행하려면 물리적 크기를 가정해야 한다. 또 다른 방법은 물체의 밝기를 측정하고 고유 광도를 가정하는 것으로 역제곱 법칙을 사용하여 거리를 결정할 수 있다. 이러한 방법을 사용하는 것이 어렵기 때문에 그들은 성운이 실제로 우리 은하 밖의 은하임을 깨닫지 못했고 우주론적 의미에 대해 추측하지도 않았다. 1927년 벨기에의 로마 가톨릭 사제인 조르주 르메트르는 프리드만-르메트르-로버트슨-워커 방정식을 독립적으로 유도하고 나선 성운의 후퇴에 기초하여 우주가 "원시 원자"의 "폭발(뱅)"과 함께 시작되었다고 제안했다. - 나중에 대폭발(빅뱅)이라고 불렸다. 1929년 에드윈 허블은 르메트르의 이론에 대한 관찰 기반을 제공했다. 허블은 세페이드 변광성의 밝기를 측정하여 거리를 결정함으로써 나선 성운이 은하임을 보여주었다. 그는 은하의 적색편이와 그 거리 사이의 관계를 발견했다. 그는 이것을 은하들이 거리에 비례하는 속도로 지구에서 모든 방향으로 멀어지고 있다는 증거로 해석했다. 이 사실은 이제 허블-르메트르 법칙으로 알려져 있지만, 허블이 발견한 후퇴 속도와 거리와 관련하여 발견한 수치적 요인은 세페이드 변광성의 유형에 대해 알지 못했기 때문에 10배 차이가 났다.
우주론 원리를 감안할 때, 허블-르메트르 법칙은 우주가 팽창하고 있다고 제안했다. 확장에 대해 두 가지 주요 설명이 제안되었다. 하나는 조지 가모프가 옹호하고 개발한 르메트르의 대폭발(빅뱅) 이론이다. 다른 설명은 은하가 서로 멀어짐에 따라 새로운 물질이 생성된다는 프레드 호일의 정상 상태 모형이었다. 이 모형에서 우주는 어느 시점에서나 거의 동일하다.
수년 동안 이러한 이론에 대한 지지는 균등하게 나뉜다. 그러나 관측 증거는 우주가 뜨겁고 조밀한 상태에서 진화했다는 생각을 뒷받침하기 시작했다. 1965년 우주 마이크로파 배경의 발견은 대폭발(빅뱅) 모형을 강력하게 지지했으며, 1990년대 초 우주배경 탐사선이 우주 마이크로파 배경을 정밀하게 측정한 이후로, 우주론에 대한 다른 이론을 진지하게 제안한 우주론자는 거의 없었다. 우주의 기원과 진화. 이것의 한 결과는 표준 일반 상대성이론에서 우주는 1960년대에 로저 펜로즈와 스티븐 호킹에 의해 증명된 것처럼 특이점으로 시작되었다는 것이다.
우주에는 시작도 특이점도 없으며 우주의 나이는 무한하다는 대폭발(빅뱅) 모형을 확장하는 한 대안적 견해가 제시되었다.

## 우주의 에너지
가장 가벼운 화학 원소, 주로 수소와 헬륨은 핵합성 과정을 통해 대폭발 동안 생성되었다. 일련의 항성 핵합성 반응에서 더 작은 원자핵이 더 큰 원자핵으로 결합되어 궁극적으로 가장 높은 핵 결합 에너지(binding energy)를 갖는 철 및 니켈과 같은 안정한 철족(iron group) 원소를 형성한다. 순 과정(net process)은 대폭발 '이후의 에너지 방출'을 의미한다. 이러한 핵 입자의 반응은 신성과 같은 격변변광성에서 '갑작스러운 에너지 방출'을 유발할 수 있다. 블랙홀로 물질의 중력 붕괴는 또한 '퀘이사'와 '활동 은하'를 형성하는 은하의 핵 영역에서 일반적으로 볼 수 있는 가장 에너지가 넘치는 과정에 동력을 제공한다.
우주론자들은 우주의 가속 팽창과 관련된 현상과 같은 모든 우주 현상을 기존의 에너지 형태로 정확하게 설명할 수 없다. 대신에 우주론자들은 모든 공간에 스며드는 암흑 에너지라는 새로운 형태의 에너지를 제안한다. 한 가지 가설은 암흑 에너지가 불확정성 원리로 인해 존재하는 가상 입자와 관련된 빈 공간의 구성 요소인 진공 에너지(vacuum energy)일 뿐이라는 것이다.
가장 널리 받아들여지는 중력 이론인 일반 상대성이론을 사용하여 우주의 총 에너지를 정의하는 명확한 방법은 없다. 따라서 팽창하는 우주에서 전체 에너지가 보존되는지 여부는 여전히 논란의 여지가 있다. 예를 들어, 은하계 공간을 여행하는 각 광자는 적색편이 효과로 인해 에너지를 잃는다. 이 에너지는 분명히 다른 시스템으로 전달되지 않으므로 영구적으로 손실되는 것 같다. 반면에 일부 우주론자들은 에너지가 어떤 의미에서 보존된다고 주장한다. 이것은 에너지 보존 법칙을 따른다.
다른 형태의 에너지가 우주를 지배할 수 있다. 즉, 복사라고 하는 상대론적 입자(relativistic particle) 또는 물질이라고 하는 비상대론적 입자이다. 상대론적 입자는 정지 질량이 운동 에너지에 비해 영이거나 무시할 수 있는 입자이므로 빛의 속도로 이동하거나 빛에 매우 가깝다. 비 상대론적 입자는 에너지보다 훨씬 더 높은 정지 질량을 가지므로 빛의 속도보다 훨씬 느리게 움직인다.
우주가 팽창함에 따라 물질과 복사는 모두 희석된다. 그러나 복사와 물질의 에너지 밀도는 다른 비율로 희석된다. 특정 부피가 팽창함에 따라 질량-에너지 밀도는 부피의 증가에 의해서만 변경되지만 복사의 에너지 밀도는 부피의 증가와 그것을 구성하는 광자의 파장의 증가에 의해 모두 변경된다. 따라서 복사 에너지는 팽창함에 따라 물질의 에너지보다 우주 전체 에너지의 더 작은 부분이 된다. 아주 초기의 우주는 '복사 지배적'이었고 복사는 팽창의 감속을 통제했다고 한다. 나중에 광자당 평균 에너지가 약 10eV 이하가 되면서 물질이 감속도를 결정하고 우주는 '물질 지배'라고 한다. 중간 사례는 분석적으로(analytically) 잘 처리되지는 않는다. 우주의 팽창이 계속될수록 물질은 더욱 희석되고 우주상수는 지배적이 되어 우주의 팽창은 가속된다.

## 우주의 역사
우주의 역사는 우주론의 중심 문제이다. 우주의 역사는 각 시대의 지배적인 힘과 과정에 따라 시대들(epochs)이라고 불리는 여러 시기로 나뉜다. 표준 우주론 모형은 ΛCDM 모형으로 알려져 있다.

### 운동 방정식
표준 우주론 모형 내에서 전체 우주를 지배하는 운동 방정식은 작은 양의 우주상수를 갖는 일반 상대성이론에서 파생된다. 해결책은 팽창하는 우주이다. 이 팽창으로 인해 우주의 방사선과 물질은 냉각되어 희석된다. 처음에는 우주의 복사와 물질을 끌어당기는 중력에 의해 팽창이 느려진다. 그러나 이것들이 희석될수록 우주상수는 더욱 지배적이 되고 우주의 팽창은 감속하기보다는 가속되기 시작한다. 우리 우주에서 이것은 수십억 년 전에 일어났다.

### 우주론의 입자 물리학
우주의 초기 순간에는 평균 에너지 밀도가 매우 높아 입자 물리학에 대한 지식이 이 환경을 이해하는 데 매우 중요했다. 따라서 불안정한 소립자의 산란과정과 붕괴는 이 시기의 우주론적 모형에 중요하다.
경험에 따르면 산란 또는 붕괴 과정은 그 과정을 설명하는 시간 규모가 우주 팽창의 시간 규모보다 작거나 이에 필적하는 경우 특정 시대에 우주론적으로 중요하다. 우주의 팽창을 설명하는 시간 척도는 {\displaystyle 1/H}이며, {\displaystyle H}는 시간에 따라 변하는 허블 매개변수이다. 팽창 축척 {\displaystyle 1/H}은 각 시점에서 우주의 나이와 거의 같다.

### 대폭발(빅뱅)의 연대기
관측에 따르면 우주는 약 138억 년 전에 시작되었다고 한다. 그 이후로 우주의 진화는 세 단계를 거쳤다. 아직 잘 이해되지 않는 초기 우주는 우주가 너무 뜨거워서 입자들이 현재 지구의 입자 가속기에서 접근할 수 있는 것보다 더 높은 에너지를 가졌던 아주 짧은 순간이었다. 따라서 이 시대의 기본 기능은 대폭발(빅뱅) 이론에서 해결되었지만 세부 사항은 대부분 교육받은 추측에 기반을 두고 있다. 이에 따라 초기 우주에서는 알려진 고에너지 물리학에 따라 우주의 진화가 진행되었다. 이것은 첫 번째 양성자, 전자 및 중성자가 형성된 다음 핵, 마지막으로 원자가 형성될 때이다. 중성 수소가 형성되면서 우주 마이크로파 배경이 방출되었다. 마지막으로, 물질이 첫 번째 항성과 퀘이사로 모여들기 시작하면서 궁극적으로 은하, 은하단과 초은하단이 형성되면서 구조 형성의 시대가 시작되었다. 우주의 미래는 아직 확실하게 알려지지 않았지만 ΛCDM 모형에 따르면 우주는 계속해서 영원히 확장될 것이다.

## 연구 분야
아래에서는 우주론에서 가장 활발한 연구 영역 중 일부가 대략적인 시간 순서대로 설명되어 있다. 여기에는 대폭발의 연대표에 나와 있는 대폭발 우주론이 모두 포함되지는 않는다.

### 극초기의 우주
초기의 뜨거운 우주는 대략 10-33초 이후의 대폭발에 의해 잘 설명되는 것처럼 보이지만 몇 가지 문제들이 있다. 하나는 현재의 입자 물리학을 사용하여 우주가 평평하고 균진하며 등방성이어야 하는 설득력 있는 이유가 없다는 것이다('우주론 원리' 참조). 더욱이 입자 물리학의 대통일 이론은 우주에 발견되지 않은 자기 홀극이 있어야 한다고 제안한다. 이러한 문제는 우주 급팽창의 짧은 기간에 의해 해결되며, 이는 우주를 평평하게 만들고, 비등방성과 불균일성을 관측된 수준으로 매끄럽게 하며, 홀극을 지수함수적으로 희석시킨다. 우주 급팽창의 물리적 모형은 극히 단순하지만 아직 입자 물리학에 의해 확인되지 않았고 급팽창과 양자장 이론을 조화시키는 데 어려운 문제가 있다. 일부 우주론자들은 끈 이론과 브레인 우주론(brane cosmology)이 급팽창 이론에 대안을 제공할 것이라고 생각한다.
우주론의 또 다른 주요 문제는 우주가 반물질보다 훨씬 더 많은 물질을 포함하게 만든 원인이다. 우주론자들은 관찰을 통해 우주가 물질과 반물질의 영역으로 나뉘지 않는다는 것을 추론할 수 있다. 만약 그렇다면, 쌍소멸의 결과로 생성된 X선과 감마선이 있을 것이지만 이것은 관찰되지 않는다. 따라서 초기 우주의 어떤 과정은 반물질에 비해 약간의 과잉 물질을 생성했음에 틀림없으며, 이 (현재는 이해되지 않은) 과정을 '중입자 생성'이라고 한다. 중입자 형성에 필요한 세 가지 조건은 1967년 안드레이 사하로프에 의해 도출되었으며, 물질과 반물질 사이에 CP 대칭이라고 하는 입자 물리학 대칭의 위반이 필요하다. 그러나 입자 가속기는 중입자 비대칭을 설명하기에는 CP-대칭성의 위반이 너무 작다. 우주론자들과 입자 물리학자들은 중입자 비대칭을 설명할 수 있는 초기 우주에서 CP-대칭에 대한 추가적인 위반을 찾고 있다.
압력 생성과 우주 팽창의 문제는 모두 입자 물리학과 매우 밀접한 관련이 있으며, 그 해결 방법은 우주 관측을 통해서 보다는 고에너지 이론과 실험에서 나올 수도 있다.

### 대폭발(빅뱅) 이론
대폭발(빅뱅) 핵합성은 초기 우주의 원소 형성 이론이다. 우주의 나이가 약 3분이었고 온도가 핵융합이 일어날 수 있는 온도 이하로 떨어졌을 때 끝이 났다. 대폭발 핵합성은 작동할 수 있는 짧은 기간이 있었기 때문에 가장 가벼운 요소만 생성되었다. 수소 이온(양성자)에서 시작하여 주로 중수소, 헬륨-4 및 리튬을 생성했다. 다른 원소는 미량으로만 생산되었다. 핵합성의 기본 이론은 1948년 조지 가모프, 랠프 애셔 앨퍼, 로버트 허먼에 의해 개발되었다. 대폭발 핵합성 이론이 원시 빛 요소의 풍부함과 초기 우주의 특징을 연결하기 때문에 대폭발 당시 물리학의 탐사로 수년 동안 사용되었다. 특히, 등가 원리를 테스트하고 암흑 물질을 조사하고, 중성미자 물리학을 테스트하는 데 사용할 수 있다. 일부 우주론자들은 대폭발 핵합성이 중성미자의 네 번째 "멸균된" 종의 존재를 시사한다고 제안했다.

#### 대폭발(빅뱅) 우주론의 표준 모형
ΛCDM 모형(람다 차가운 암흑 물질 모형)은 우주에 암흑 에너지와 관련된 람다(그리스어 Λ)로 표시되는 우주상수와 차가운 암흑물질(약칭 CDM)이 포함된 대폭발(빅뱅) 우주론 모델의 매개변수화이다. 대폭발 우주론의 표준 모형으로 자주 언급된다.

### 우주 마이크로파 배경
우주 마이크로파 배경은 중성 원자가 처음 형성되었을 때 재결합의 시대 이후 분리로 인해 남은 복사이다. 이 시점에서 대폭발에서 생성된 복사는 전하를 띤 이온으로부터의 톰슨 산란(Thomson scattering)을 막았다. 아노 앨런 펜지어스와 로버트 우드로 윌슨이 1965년에 처음 관찰한 복사는 완벽한 열 흑체 스펙트럼을 가지고 있었다. 그것은 오늘날 2.7 켈빈의 온도를 가지고 있으며 105분의 일의 부분으로 등방성이다. 초기 우주에서 약간의 불균일성의 진화를 설명하는 우주적 섭동 이론은 우주론자들이 복사의 각 파워 스펙트럼(power spectrum)을 정확하게 계산할 수 있게 해주었다. 최근 위성 실험(COBE 및 WMAP)과 많은 지상 및 풍선 기반 실험(예: 각도 눈금 간섭계(Degree Angular Scale Interferometer), 우주 배경 이미저(Cosmic Background Imager) 및 BOOMERanG)에 의해 측정되었다. 이러한 노력의 목표 중 하나는 ΛCDM 모형의 기본 매개변수를 정확도를 높여 측정하고 대폭발 모형의 예측을 테스트하고 새로운 물리학을 찾는 것이다. 예를 들어, WMAP에 의한 측정 결과는 중성미자 질량에 한계를 두었다.
QUIET 및 아타카마 우주망원경(Atacama Cosmology Telescope)과 같은 새로운 실험은 우주 마이크로파 배경의 편광을 측정하려고 시도하고 있다. 이러한 측정을 통해 우주 팽창에 대한 이론과 정보, 그리고 상호 작용에 의해 우주 마이크로파 배경을 가진 은하와 성단 사이에서 발생하는 수냐에프-젤도비치 효과 및 자하-볼페 효과(Sachs-Wolfe effect)와 같은 소위 2차 비등방성에 대한 정보가 추가로 확인될 것으로 기대된다.
2014년 3월 17일 BICEP2 협력의 천문학자들은 팽창 이론에 의해 빅뱅의 초기 단계에서 발생할 것으로 예측되는 원시 중력파의 증거로 간주되는 CMB의 B-모드(B-mode) 편광의 명백한 탐지를 발표했다. 그러나 그해 말 플랑크 위성의 공동 작업은 우주 먼지에 대한 보다 정확한 측정을 제공하여 먼지의 B-모드 신호가 BICEP2에서 보고된 것과 동일한 강도라는 결론을 내렸다. 2015년 1월 30일, BICEP2와 플랑크 위성 데이터의 공동 분석이 발표되었고 유럽 우주국은 이 신호가 우리은하의 성간 먼지에 전적으로 기인할 수 있다고 발표했다.

### 거대구조의 형성과 진화
가장 크고 가장 오래된 구조(예: 퀘이사, 은하, 성단 및 초은하단)의 형성과 진화를 이해하는 것은 우주론에서 가장 큰 노력 중 하나이다. 우주론자들은 초은하단과 같은 가장 큰 물체가 여전히 조립되는 동안 작은 물체가 먼저 형성되는 구조가 아래에서 위로 형성되는 계층적 구조 형성 모델을 연구한다. 우주의 구조를 연구하는 한 가지 방법은 우주에 있는 은하의 3차원 그림을 구성하고 물질 파워 스펙트럼을 측정하기 위해 가시 은하를 조사하는 것이다. 이것은 '슬론 디지털 전천탐사'와 2dF 은하 적색편이 탐사의 접근 방식이다.
구조 형성을 이해하기 위한 또 다른 도구는 시뮬레이션으로 우주론자들이 은하 필라멘트, 초은하단 및 거시공동으로 뭉쳐지는 우주 물질의 중력 응집을 연구하는 데 사용한다. 대부분의 시뮬레이션에는 중입자가 아닌 차가운 암흑물질만 포함되어 있으며, 이는 우주에 보이는 중입자 물질보다 암흑물질이 훨씬 더 많기 때문에 우주를 가장 큰 규모로 이해하는 데 충분하다. 보다 발전된 시뮬레이션은 중입자를 포함하고 개별 은하의 형성을 연구하기 시작했다. 우주론자들은 은하 측량에 동의하는지 확인하고 불일치를 이해하기 위해 이러한 시뮬레이션을 연구한다.
먼 우주의 물질 분포를 측정하고 재이온화를 조사하기 위한 다른 보완적인 관측은 다음과 같다.
- 우주론자들이 가스에 의한 먼 퀘이사로부터의 빛의 흡수를 측정함으로써 초기 우주에서 중성 원자 수소 가스의 분포를 측정할 수 있게 해주는 라이먼-알파 숲.[56]
- 중성 원자 수소의 21센티미터 흡광선은 또한 우주론에 대한 민감한 테스트를 제공한다.[57]
- 약한 중력렌즈 효과(weak gravitational lensing), 암흑물질로 인한 중력렌즈 효과에 의한 원거리 이미지의 왜곡.[58]

이것들은 우주론자들이 우주에서 구조가 언제 어떻게 형성되었는지에 대한 문제를 해결하는 데 도움이 될 것이다.

### 암흑 물질
대폭발 핵합성, 우주 마이크로파 배경, 구조 형성 및 은하 회전 곡선의 증거는 우주 질량의 약 23%가 비중입자 암흑 물질로 구성되어 있는 반면, 4%만이 가시 중입자 물질로 구성되어 있음을 시사한다. 암흑 물질의 중력 효과는 은하 주위에 헤일로를 형성하는 차갑고 비방사선 유체처럼 행동하기 때문에 잘 알려져 있다. 암흑 물질은 실험실에서 발견된 적이 없으며 암흑 물질의 입자 물리학 특성은 완전히 알려지지 않은 상태로 남아 있다. 관측 제약 없이 안정한 초대칭 입자, 약하게 상호작용하는 무거운 입자, 중력적으로 상호 작용하는 무거운 입자(gravitationally-interacting massive particles), 액시온 및 거대하고 조밀한 헤일로 물체(Massive compact halo object)와 같은 많은 후보가 있다. 암흑 물질 가설에 대한 대안으로는 작은 가속도에서 중력의 수정(수정 뉴턴 역학(MOND)) 또는 브레인 우주론(brane cosmology)로부터의 효과가 있다. 텐서-벡터-스칼라 중력(TeVeS)은 중력 렌즈 효과를 설명할 수 있는 MOND의 버전이다.

### 암흑 에너지
우주가 평평하다면 우주 에너지 밀도의 73%(23%의 암흑물질과 4%의 중입자 외에)를 구성하는 추가 구성 요소가 있어야 한다. 이것을 암흑 에너지라고 한다. 대폭발 핵합성과 우주 마이크로파 배경을 방해하지 않기 위해서는 주입자와 암흑물질과 같은 헤일로에 무리를 주어서는 안된다. 우주의 전체 에너지 밀도는 우주의 평탄도에 대한 제약을 통해 알려져 있기 때문에 암흑 에너지에 대한 강력한 관측 증거가 있지만 군집 물질의 양은 엄격하게 측정되며 이보다 훨씬 적다. 암흑 에너지의 경우는 1999년에 더욱 강화되었는데, 그 때 측정 결과 우주의 팽창이 점진적으로 가속화되기 시작했음이 입증되었다.
밀도와 군집화 특성을 제외하고는 암흑 에너지에 대해 알려진 것이 없다. '양자장 이론'은 암흑 에너지와 매우 흡사하지만 관측된 것보다 120 자릿수 더 큰 우주상수(CC)를 예측한다. 스티븐 와인버그와 많은 끈 이론가('끈 풍경(string landscape)' 참조)는 '약한 인류 원리'를 주장했다. 즉, 물리학자가 우주상수가 작은 우주를 관찰하는 이유는 우주에 물리학자(또는 어떤 생명체도)가 더 큰 우주상수에서는 존재할 수 없기 때문이다. 많은 우주론자들은 이것이 불만족스러운 설명이라고 생각한다. 아마도 약한 인류 원리는 자명하지만(살아 있는 관찰자가 존재한다고 가정할 때, 생명체가 존재하도록 허용하는 우주상수를 가진 적어도 하나의 우주가 있어야 함) 설명하려고 시도하지 않기 때문일 것이다. 그 우주의 맥락. 예를 들어, 약한 인류 원칙만으로는 다음에서의 차이를 구별하지 못하니:
- 오직 하나의 우주만 존재할 것이며 CC를 우리가 관찰하는 값으로 제한하는 몇 가지 기본 원칙이 있다.
- 단 하나의 우주만 존재할 것이며 CC를 수정하는 기본 원칙은 없지만 운이 좋았다.
- CC 값의 범위를 가진 많은 우주가 (동시에 또는 직렬로) 존재하며 물론 우리의 우주는 생명을 유지하는 우주 중 하나이다.

암흑 에너지에 대한 다른 가능한 설명은 퀸트에센스 또는 가장 큰 규모의 중력 변형을 포함한다. 이 모형들이 설명하는 암흑 에너지의 우주론에 대한 영향은 이론에 따라 달라지는 암흑 에너지의 상태 방정식에 의해 주어진다. 암흑 에너지의 본질은 우주론에서 가장 어려운 문제 중 하나이다.
암흑 에너지에 대한 더 나은 이해는 우주의 종말의 문제를 해결할 가능성이 높다. 현재의 우주론적 시대에는 암흑 에너지에 의한 가속 팽창이 초은하단보다 큰 구조가 형성되는 것을 막고 있다. 가속이 무한정 계속될 것인지, 아마도 빅 립까지 증가할 것인지, 아니면 결국 역전되어 열죽음으로 이어질 것인지 또는 다른 시나리오를 따를 것인지는 알 수 없다.

### 중력파
중력파는 빛의 속도로 파동으로 전파되는 시공간 곡률의 잔물결이며, 근원에서 바깥쪽으로 전파되는 특정 중력 상호 작용에서 생성된다. 중력파 천문학(gravitational-wave astronomy)은 중력파를 사용하여 백색 왜성, 중성자별 및 블랙홀로 구성된 쌍성계; 그리고 초신성들과 같은 사건과 대폭발 직후 초기 우주의 형성과 같은 감지 가능한 중력파 소스에 대한 관측 데이터를 수집하는 것을 목표로 하는 관측 천문학의 새로운 분야이다.
2016년 레이저 간섭계 중력파 관측소(LIGO) 과학 협동 및 버고 (Virgo) 합동 팀은 진보된 LIGO 검출기를 사용하여 한 쌍 블랙홀 (binary black hole)의 별의 충돌(stellar collision)에서 발생하는 최초로 중력파 관측을 했다고 발표했다. 2016년 6월 15일, 블랙홀을 합치는 중력파의 두 번째 감지가 발표되었다. LIGO 외에도 많은 다른 중력파 관측소(Gravitational-wave observatory)-검출기들이 건설 중이다.

### 기타 탐구 영역
우주론자들은 또한 다음을 연구한다:
- 원시 블랙홀이 우리 우주에서 형성되었는지, 그리고 어떻게 되었는지.[72]
- GZK 컷오프(GZK cutoff) 이상의 에너지를 가진 우주선의 탐지[73]와 그것이 고에너지에서 특수 상대성이론의 실패를 알리는 신호인지 여부.
- 등가 원리,[36] 아인슈타인의 일반 상대성이론1이 올바른 중력 이론인지 여부[74] 그리고 기본적 물리의 법칙들(laws of physics)이 우주 어디에서나 동일한지.[75]

## 같이 보기
- 강착
- 허블-르메트르 법칙
- 일러스트리스 프로젝트
- 우주론자 목록
- 광자
- 물리적 존재론
- 양자 우주론(Quantum cosmology)
- 끈 우주론(String cosmology)
- 은하 회전 곡선

## 추가 자료

### 대중적
- Greene, Brian (2005). The Fabric of the Cosmos. Penguin Books Ltd.; 박병철 옮김 (2005) 《우주의 구조》 승산.
- Guth, Alan (1997). The Inflationary Universe: The Quest for a New Theory of Cosmic Origins. Random House.
- Hawking, Stephen W. (1988). A Brief History of Time: From the Big Bang to Black Holes. Bantam Books, Inc.; 김동광 옮김 (1998) 《그림으로 보는 시간의 역사》 까치.
- Hawking, Stephen W. (2001). The Universe in a Nutshell. Bantam Books, Inc.; 김동광 옮김 (2001) 《호두껍질 속의 우주》 까치.
- Ostriker, Jeremiah P.; Mitton, Simon (2013). Heart of Darkness: Unraveling the mysteries of the invisible Universe. Princeton, NJ: Princeton University Press.
- Singh, Simon (2005). Big Bang: The Origin of the Universe. Fourth Estate.
- Weinberg, Steven (1993) [First published 1978]. The First Three Minutes. Basic Books; 신상진 옮김 (2005) 《최초의 3분: 우주의 기원에 관한 현대적 견해》 양문.

### 교과서
- Cheng, Ta-Pei (2005). Relativity, Gravitation and Cosmology: a Basic Introduction. Oxford and New York: Oxford University Press. Introductory cosmology and general relativity without the full tensor apparatus, deferred until the last part of the book.
- Dodelson, Scott (2003). Modern Cosmology. Academic Press. An introductory text, released slightly before the WMAP results.
- Gal-Or, Benjamin (1987) [1981]. Cosmology, Physics and Philosophy. Springer Verlag.
- Grøn, Øyvind; Hervik, Sigbjørn (2007). Einstein's General Theory of Relativity with Modern Applications in Cosmology. New York: Springer.
- Harrison, Edward (2000). Cosmology: the science of the universe. Cambridge University Press. For undergraduates; mathematically gentle with a strong historical focus.
- Kutner, Marc (2003). Astronomy: A Physical Perspective. Cambridge University Press. An introductory astronomy text.
- Kolb, Edward; Michael Turner (1988). The Early Universe. Addison-Wesley. The classic reference for researchers.
- Liddle, Andrew (2003). An Introduction to Modern Cosmology. John Wiley. Cosmology without general relativity.
- Liddle, Andrew; David Lyth (2000). Cosmological Inflation and Large-Scale Structure. Cambridge. An introduction to cosmology with a thorough discussion of inflation.
- Mukhanov, Viatcheslav (2005). Physical Foundations of Cosmology. Cambridge University Press.
- Padmanabhan, T. (1993). Structure formation in the universe. Cambridge University Press. Discusses the formation of large-scale structures in detail.
- Peacock, John (1998). Cosmological Physics. Cambridge University Press. An introduction including more on general relativity and quantum field theory than most.
- Peebles, P. J. E. (1993). Principles of Physical Cosmology. Princeton University Press. Strong historical focus.
- Peebles, P. J. E. (1980). The Large-Scale Structure of the Universe. Princeton University Press. The classic work on large-scale structure and correlation functions.
- Rees, Martin (2002). New Perspectives in Astrophysical Cosmology. Cambridge University Press.
- Weinberg, Steven (1971). Gravitation and Cosmology. John Wiley. A standard reference for the mathematical formalism.
- Weinberg, Steven (2008). Cosmology. Oxford University Press.

### 그룹으로부터
- Cambridge Cosmology- from Cambridge University (public home page)
- Cosmology 101 – from the NASA WMAP group
- Center for Cosmological Physics. University of Chicago, Chicago.
- Origins, Nova Online – Provided by PBS.

### 개인으로부터
- Gale, George, "Cosmology: Methodological Debates in the 1930s and 1940s", The Stanford Encyclopedia of Philosophy, Edward N. Zalta (ed.)
- Madore, Barry F., "Level 5 : A Knowledgebase for Extragalactic  Astronomy and Cosmology". Caltech and Carnegie. Pasadena, California, USA.
- Tyler, Pat, and Phil Newman "Beyond Einstein" 보관됨 2004-04-29 - 웨이백 머신. Laboratory for High Energy Astrophysics (LHEA) NASA Goddard Space Flight Center.
- Wright, Ned. "Cosmology tutorial and FAQ". Division of Astronomy & Astrophysics, UCLA.
- George Musser (February 2004). "Four Keys to Cosmology". Scientific American. Scientific American. Retrieved 22 March 2015.
- Cliff Burgess; Fernando Quevedo (November 2007). "The Great Cosmic Roller-Coaster Ride". Scientific American (print). pp. 52–59. (subtitle) Could cosmic inflation be a sign that our universe is embedded in a far vaster realm?
- 현대 우주론 Modern Cosmology: The Study of the Universe (2017-) 보관됨 2022-09-26 - 웨이백 머신 by Kwanseok Kim